# Луисвил (Мисисипи)
Луисвил (енгл. Louisville) град је у америчкој савезној држави Мисисипи.

## Демографија
По попису из 2010. године број становника је 6.631, што је 375 (-5,4%) становника мање него 2000. године.
| Група             | 2000.         | 2010.         |
| Белци             | 3.177 (45,3%) | 2.410 (36,3%) |
| Афроамериканци    | 3.675 (52,5%) | 4.085 (61,6%) |
| Азијати           | 12 (0,2%)     | 28 (0,4%)     |
| Хиспаноамериканци | 116 (1,7%)    | 53 (0,8%)     |
| Укупно            | 7.006         | 6.631         |